# موزه یهود برلین

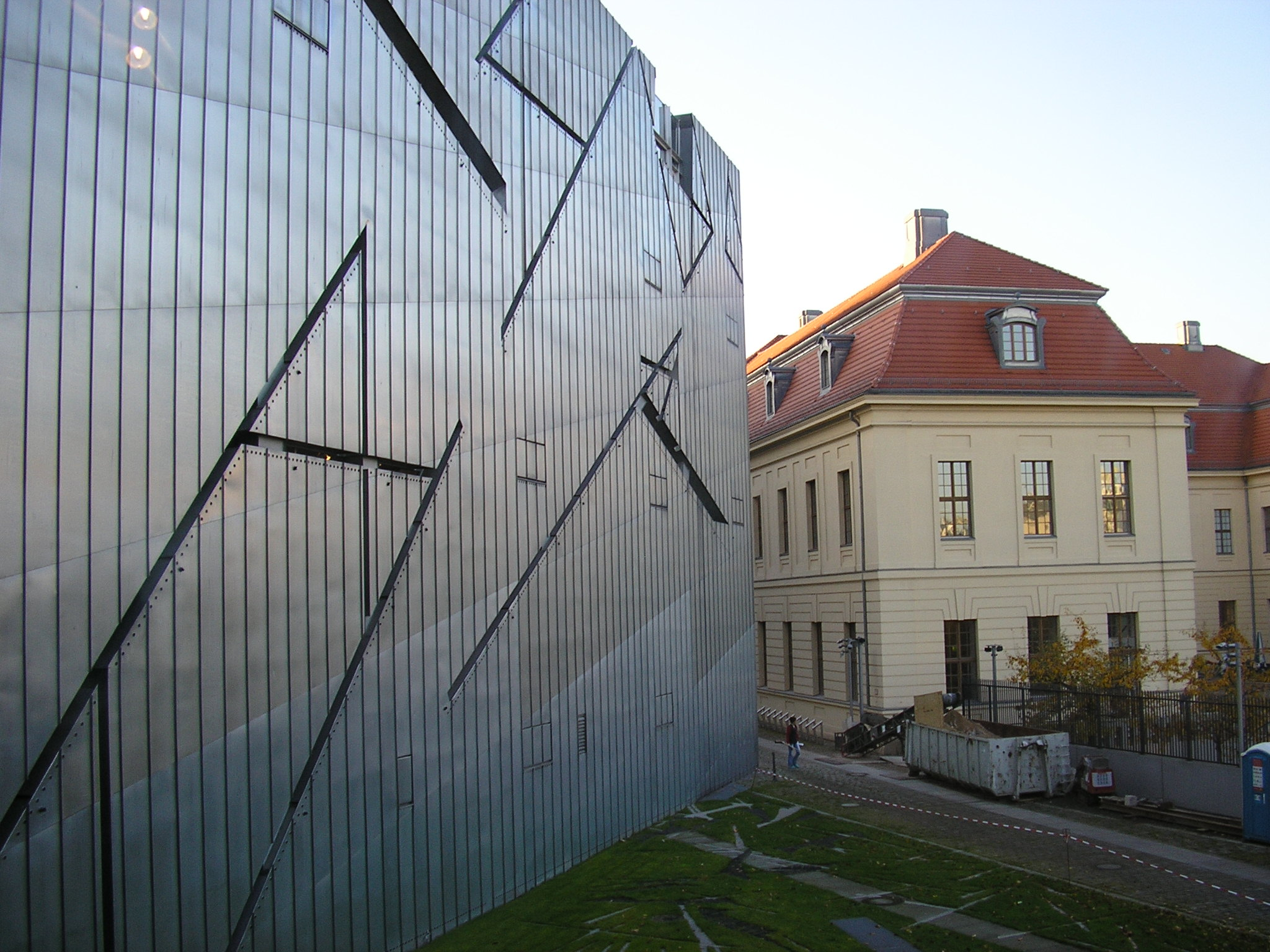
دید از بیرون موزه

موزه یهود برلین اولین موزه یهود برای یادمانی از یهودیان کشته شده در جنگ جهانی دوم در برلین با طراحی دانیال لیبسکند ساخته شده‌است. این موزه شش روز قبل از به قدرت رسیدن نازی‌ها در ۲۴ ژانویه ۱۹۳۳، در برلین تأسیس شد. موزه فعلی یهود برلین در سال ۲۰۰۱ بازگشایی شد و بزرگترین موزه یهود در اروپا است.
موزه جدید هیچ ورودی از بیرون ندارد و مسیر دسترسی آن از ساختمان قدیمی موزه برلین در زیر زمین است، بازدیدکنندگان باید اول از موزه قدیمی دیدن کنند. موزه یهودی برلین همه روزه از ساعت 10:00 صبح تا 7:00 بعد از ظهر باز است.

## ایده
دانیال لیبسکند برای طراحی این مجموعه به مظهرها و نشانه‌های بارز زندگی یهودی‌ها توجه کرده‌است وی این مظاهر را به صورت شکل‌های هندسی زاویه‌دار طراحی کرده‌است که به آنها عبارت «ماتریس خرد ستیزی» نسبت می‌دهد.

## خصوصیات
در موزه طراح دیوارها را تاریک و پیچ در پیچ با راه‌روهای بن‌بست طراحی کرده‌است. این راه‌روها به برج هولوکاست خاتمه می‌یابد کف راه روها صورتک‌های چدنی‌ای قرار داده‌اند که بازدیدکنندگان باید بر روی آنها پای بگذارند که جابجایی این صورتک‌ها تولید صدایی شبیه به جیغ انسان می‌کند.
طراح به کمک خطوط در هم شکسته نقشهٔ شهر برلین و به خصوص محله‌های یهودی‌نشین را به نمایش گذاشته‌است که در آن محله‌ها واقعه‌های تاریخی رخ داده‌است.
در بخشی از موزه فضایی برای القای سرگردانی طراحی شده‌است که در آن فضا مسیرها به پنجره‌هایی ختم می‌شود که چیز به خصوصی را نمایش نمی‌دهند.
طراح ستاره داوود را به صورت در هم ریخته به عنوان فرم اصلی ساختمان انتخاب کرده‌است. ایده‌های اصلی طراح شکستن معنای نشانه‌ها و رسیدن به بی‌معنایی و خلق معنایی جدید و چندگانه بوده‌است و با ایجاد یک وید یا فضای خالی در پلان جای خالی یهودی‌های کشته شده را نشان داده‌است.